# Суглан
Сугла́н (от бур. суглаан — «собрание», эвенк. суглан) — народное собрание у бурят, эвенков, тофаларов и некоторых других народов Восточной Сибири. 
До 1920-х—1930-х годов на сугланах решались хозяйственные и административные вопросы рода или племени. Проведение сугланов сопровождалось праздничными мероприятиями и религиозными церемониями.
После перехода административных функций к советским органам власти и до настоящего времени сугланы носят характер национально-культурных мероприятий.
С 1994 по 2006 год Сугланом именовалось Законодательное собрание Эвенкийского автономного округа.
Из «Очерка деятельности Охотско-Камчатской горной экспедиции»: 

«Окрестные тунгусы прикочёвывают на такие собрания для взноса ясака, для обмена продуктов своего пушного промысла на необходимые им предметы первой необходимости и для исполнения разнообразных духовных треб. На собрания выезжают обыкновенно окружной начальник, священник, и, конечно, купцы. На таких собраниях можно встретить тунгусов если не в полном сборе, то во всяком случае в таком количестве, обыкновенно с их стадами и всем домашним скарбом, что, имея дело к тунгусам, нельзя миновать таких собраний.»